# Кренна, Ричард
Ричард Дональд Кренна (англ. Richard Donald Crenna; 30 ноября 1926, Лос-Анджелес — 17 января 2003, там же) — американский кино-, теле- и радиоактёр. Был номинирован на премию «Золотой глобус» за главную роль в фильме «Дело Ричарда Бека».

## Биография
Родился в семье среднего класса. Его мать была управляющей небольшого отеля в Лос-Анджелесе, там же жила и вся семья. Участник Второй мировой войны, служил в пехоте. Окончил университет Южной Калифорнии по классу театрального искусства.
Первая роль была сыграна на радио в 1946 году в шоу «Свидание с Джуди». Долгое время Ричард выглядел моложе своих лет и даже в 26 лет играл учеников старших классов.
Известен своими ролями в фильмах «Горячие головы! Часть 2», «Жар тела», «Кэтлоу», а также ролью полковника Траутмана в серии фильмов о Рэмбо.
Увлекался игрой в гольф. Был дважды женат и имел трёх детей.
Умер 17 января 2003 года от сердечной недостаточности. Кремирован.

## Избранная фильмография
| Год  |    | Русское название                  | Оригинальное название      | Роль                     |
| ---- | -- | --------------------------------- | -------------------------- | ------------------------ |
| 1967 | ф  | Дождись темноты                   | Wait Until Dark            | Майк Толман              |
| 1969 | ф  | Потерянные                        | Marooned                   | Джим Прюитт              |
| 1971 | ф  | Кэтлоу                            | Catlow                     | Коуэн                    |
| 1972 | ф  | Полицейский                       | Un Flic                    | Симон                    |
| 1975 | ф  | Перевал Брейкхарт                 | Breakheart Pass            |                          |
| 1981 | ф  | Жар тела                          | Body Heat                  | Эдмунд Уокер             |
| 1982 | ф  | Рэмбо: Первая кровь               | First Blood                | Траутман                 |
| 1983 | ф  | Стол для пятерых                  | Table for Five             | Митчелл                  |
| 1984 | ф  | Парень из «Фламинго»              | The Flamingo Kid           | Фил Броуди               |
| 1985 | ф  | Рэмбо: Первая кровь 2             | Rambo: First Blood Part II | Траутман                 |
| 1985 | ф  | Лето напрокат                     | Summer Rental              | Эл Пеллет                |
| 1988 | ф  | Рэмбо III                         | Rambo III                  | Траутман                 |
| 1989 | ф  | Левиафан                          | Leviathan                  | доктор Глен Томпсон      |
| 1992 | тф | Террор на девятом пути            | Terror on Track 9          | детектив Фрэнк Джейнек   |
| 1993 | ф  | Горячие головы! Часть вторая      | Hot Shots! Part Deux       | полковник Дентон Уолтерс |
| 1994 | тф | Убийца оставляет цветок           | The Forget-Me-Not Murders  | детектив Фрэнк Джейнек   |
| 1995 | ф  | Сабрина                           | Sabrina                    | Патрик Тайсон            |
| 1998 | ф  | Без вины виноватый                | Wrongfully Accused         | лейтенант Фергюс Фоллс   |
| 2001 | тф | День, когда стреляли в президента | The Day Reagan Was Shot    | Рональд Рейган           |
| 2003 | тф | Из пепла                          | Out of the Ashes           | Джейк Смит               |